# A-1 HKL 2011./12.
A-1 hrvatska košarkaška liga je bila najviši rang hrvatskog košarkaškog prvenstva u sezoni 2011./12. Sudjelovalo je ukupno 14 klubova, a samo natjecanje je imalo više faza. 

Prvakom je postala momčad Cibone iz Zagreba.

## Sudionici
- Vrijednosnice OS, Darda
- Dubrovnik
- Križevci
- Kvarner 2010, Rijeka
- Alkar, Sinj
- Svjetlost Brod, Slavonski Brod
- Split
- Jolly Jadranska banka, Šibenik
- Zabok
- Sonik Puntamika, Zadar
- Zadar
- Cedevita, Zagreb *
- Cibona, Zagreb *
- Zagreb Croatia osiguranje *

* prvi dio sezone igrali ABA ligu

## Ljestvice i rezultati

### A-1 liga
| mj  | klub                            | ut | pob | por | koševi    | bod |                 |
| --- | ------------------------------- | -- | --- | --- | --------- | --- | --------------- |
| 1.  | Zadar                           | 20 | 16  | 4   | 1661:1354 | 36  | Liga za prvaka  |
| 2.  | Jolly Jadranska banka Šibenik   | 20 | 15  | 5   | 1592:1495 | 35  | Liga za prvaka  |
| 3.  | Split                           | 20 | 14  | 6   | 1586:1510 | 34  | Liga za prvaka  |
| 4.  | Zabok                           | 20 | 11  | 9   | 1550:1510 | 31  | Liga za prvaka  |
| 5.  | Svjetlost Brod (Slavonski Brod) | 20 | 10  | 10  | 1418:1469 | 30  | Liga za prvaka  |
| 6.  | Alkar Sinj                      | 20 | 9   | 11  | 1489:1525 | 29  | Liga za ostanak |
| 7.  | Vrijednosnice OS Darda          | 20 | 8   | 12  | 1552:1526 | 28  | Liga za ostanak |
| 8.  | Sonik Puntamika Zadar           | 20 | 8   | 12  | 1434:1466 | 28  | Liga za ostanak |
| 9.  | Kvarner 2010 Rijeka             | 20 | 8   | 12  | 1540:1603 | 28  | Liga za ostanak |
| 10. | Križevci                        | 20 | 8   | 12  | 1556:1639 | 28  | Liga za ostanak |
| 11. | Dubrovnik                       | 20 | 3   | 17  | 1442:1733 | 23  | Liga za ostanak |

### Liga za prvaka
| mj | klub                            | ut | pob | por | koševi    | bod |             |
| -- | ------------------------------- | -- | --- | --- | --------- | --- | ----------- |
| 1. | Cibona Zagreb                   | 14 | 14  | 0   | 1263:996  | 28  | doigravanje |
| 2. | Cedevita Zagreb                 | 14 | 11  | 3   | 1218:1022 | 25  | doigravanje |
| 3. | Split                           | 14 | 10  | 4   | 1149:1120 | 24  | doigravanje |
| 4. | Zadar                           | 14 | 8   | 6   | 1031:985  | 20  | doigravanje |
| 5. | Zagreb Croatia osiguranje       | 14 | 6   | 8   | 1212:1156 | 20  |             |
| 6. | Svjetlost Brod (Slavonski Brod) | 14 | 3   | 11  | 964:1149  | 17  |             |
| 7. | Jolly Jadranska banka Šibenik   | 14 | 2   | 12  | 1022:1209 | 16  |             |
| 8. | Zabok                           | 14 | 2   | 12  | 1056:1278 | 16  |             |

### Liga za ostanak
| mj       | klub                  | ukupna omjer u Ligi za ostanak (uključuje međusobne rezultate iz A-1 lige) | ukupna omjer u Ligi za ostanak (uključuje međusobne rezultate iz A-1 lige) | ukupna omjer u Ligi za ostanak (uključuje međusobne rezultate iz A-1 lige) | ukupna omjer u Ligi za ostanak (uključuje međusobne rezultate iz A-1 lige) | ukupna omjer u Ligi za ostanak (uključuje međusobne rezultate iz A-1 lige) |    | omjer u Ligi za ostanak | omjer u Ligi za ostanak | omjer u Ligi za ostanak | omjer u Ligi za ostanak |  |
| mj       | klub                  | ut                                                                         | pob                                                                        | por                                                                        | koševi                                                                     | bod                                                                        | ut | pob                     | por                     | koševi                  |                         |  |
| -------- | --------------------- | -------------------------------------------------------------------------- | -------------------------------------------------------------------------- | -------------------------------------------------------------------------- | -------------------------------------------------------------------------- | -------------------------------------------------------------------------- | -- | ----------------------- | ----------------------- | ----------------------- | ----------------------- |  |
| 1. (9.)  | Križevci              | 20                                                                         | 12                                                                         | 8                                                                          | 1575:1549                                                                  | 32                                                                         | 10 | 7                       | 3                       | 754:717                 |                         |  |
| 2. (10.) | Kvarner 2010 Rijeka   | 20                                                                         | 11                                                                         | 9                                                                          | 1582:1555                                                                  | 31                                                                         | 10 | 5                       | 5                       | 786:789                 |                         |  |
| 3. (11.) | Alkar Sinj            | 20                                                                         | 11                                                                         | 9                                                                          | 1591:1588                                                                  | 31                                                                         | 10 | 5                       | 5                       | 788:815                 |                         |  |
| 4. (12.) | VrOS Darda            | 20                                                                         | 10                                                                         | 10                                                                         | 1541:1540                                                                  | 30                                                                         | 10 | 5                       | 5                       | 768:777                 |                         |  |
| 5. (13.) | Dubrovnik             | 20                                                                         | 8                                                                          | 12                                                                         | 1555:1608                                                                  | 28                                                                         | 10 | 5                       | 5                       | 777:754                 | dodatne kvalifikacije   |  |
| 6. (14.) | Sonik Puntamika Zadar | 20                                                                         | 8                                                                          | 12                                                                         | 1452:1456                                                                  | 28                                                                         | 10 | 3                       | 7                       | 725:742                 | ispada                  |  |

### Doigravanje
|                                        | 1.klub          | omjer | 2.klub          | rezultati                  |
| -------------------------------------- | --------------- | ----- | --------------- | -------------------------- |
| poluzavršnica                          | Cibona Zagreb   | 2-0   | Zadar           | 86:57, 85:62               |
| poluzavršnica                          | Cedevita Zagreb | 2-1   | Split           | 87:84, 79:82, 96:70        |
|                                        |                 |       |                 |                            |
| završnica                              | Cibona Zagreb   | 3-1   | Cedevita Zagreb | 84:77, 82:64, 70:79, 77:64 |
|                                        |                 |       |                 |                            |
| podebljano - domaća utakmica za 1.klub |                 |       |                 |                            |

## Klubovi u međunarodnim natjecanjima
- Euroliga
  - Cibona, Zagreb
  - Zagreb Croatia osiguranje, Zagreb
- EuroCup
  - Cedevita, Zagreb
  - Cibona, Zagreb
- ABA liga
  - Cedevita, Zagreb
  - Cibona, Zagreb
  - Zagreb Croatia osiguranje, Zagreb

## Poveznice
- A-2 liga 2011./12.
- B-1 liga 2011./12.
- C liga 2011./12.
- Kup Krešimira Ćosića 2011./12.
- ABA liga 2011./12.